# Tongrauer Tränen-Fälbling
Der Tongraue Tränen- oder Tonblasse Fälbling (Hebeloma crustuliniforme) ist eine Pilzart aus der Familie der Hymenogastraceae.

## Merkmale

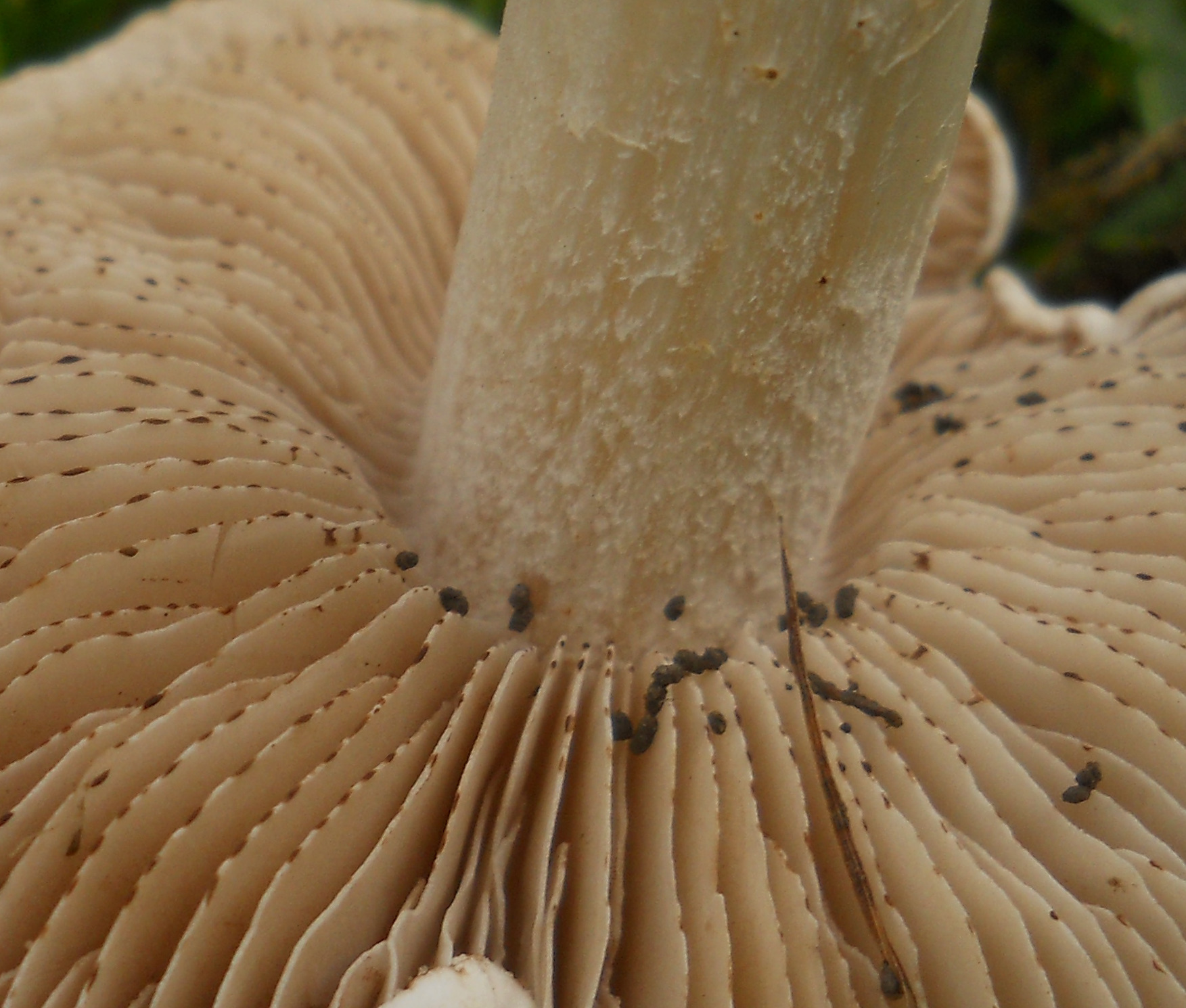
Blick auf die Hutunterseite des Tongrauen Fälblings mit den braunen, eingetrockneten Guttationstropfen an den Lamellenschneiden

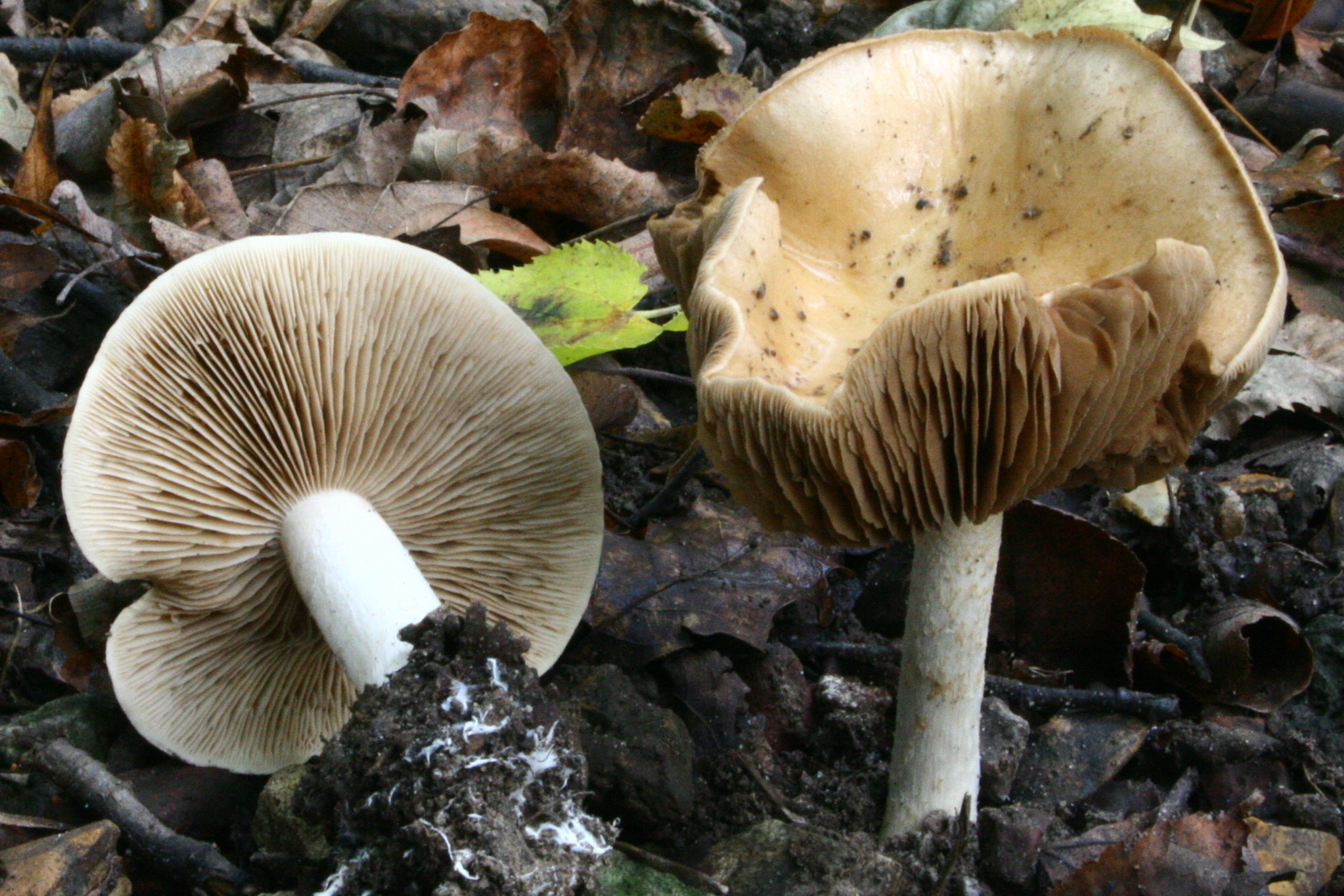
Ältere Exemplare des Tongrauen Fälblings

### Makroskopische Merkmale
Der Hut erreicht einen Durchmesser von 3 bis 8 (bis maximal 11) Zentimetern, ist anfangs gewölbt mit eingerolltem Rand und später ausgebreitet mit einem flachen Buckel und im Alter teils aufgeschlagenem Rand. Seine Oberfläche ist kahl, schmierig bis klebrig/schleimig und cremefarben bis gelbbraun und in der Mitte dunkler gefärbt. Auf der Hutoberfläche sind auch jung keine Spuren des Velum universale erkennbar. Die Lamellen stehen eng und untermischt, haben fein gezahnte Schneiden und sind ausgebuchtet am Stiel angewachsen. Jung und bei nicht zu trockenem Wetter hängen oft Tröpfchen ausgeschiedener Flüssigkeit an den Schneiden, die beim Eintrocknen Flecken von ungleichmäßig verteiltem Sporenpulver hinterlassen. Der vollfleischige, im Alter mitunter ausgestopft-hohle Stiel wird 2,5–11(–15) cm lang und 7–20 mm dick bei gleichmäßiger Dicke oder verdickter Basis. Die Stielbasis ist zum Boden hin abgerundet, es werden keine wurzelartigen Fortsätze gebildet. Oberflächlich ist er blass oder ähnlich der Hutoberfläche gefärbt, ohne Ringstrukturen und besonders zur Spitze hin mit feinen Flocken besetzt. Auch bei sehr jungen Fruchtkörpern ist keine Cortina erkennbar. Das Fleisch ist dick und weiß, schmeckt bitter und rettichartig und riecht schwach nach Rettich.
Das Sporenpulver ist braun-oliv.

### Mikroskopische Merkmale
Die Hutdeckschicht ist eine 200–350 µm dicke Ixocutis aus bis zu 6 µm dicken Hyphen.
Die Sporen sind mandelförmig mit undeutlicher Papille am Sporenende. Sie erscheinen im Lichtmikroskop gelbbraun, sind kaum bis schwach und nur unter Ölimmersion erkennbar bis deutlicher, auch ohne Ölimmersion erkennbar ornamentiert, haben ein sich bei einzelnen bis vielen Sporen etwas ablösendes Perispor, was jedoch meist nur mit Ölimmersion erkennbar ist und reagieren mit Melzers Reagenz nur schwach bräunlich bis schwach, abher erkennbar dextrinoid. Die Sporen messen (9,2–)9,6-13,5(–14,9) × (5,4–)5,5–7,2(–7,7) µm, im Durchschnitt 10,8–12,2 × 6,1–6,7 µm, der Länge-Breite-Quotient beträgt (1,43–)1,53–2,13(,2,49), im Schnitt 1,7-1,89.
Die Basidien sind meist viersporig, seltener zweisporig, haben eine Basalschnalle und messen 27–37 × 7,4–10 µm.
Die Cheilozystiden sind meist gestielt keulenförmig, manche auch nur keulenförmig, manche gestielt-spatelförmig und meist unspetiert, selten aber auch sekundär septiert (einfach oder auch mit Schnallenbildung). Die Cheilozystiden sind (22–)29–86(–105) µm lang und im oberen Bereich (3,9–)4,9–10,3(–13,4) µm dick, in der Mitte (1,9–)2,4–6,2(–7,4) µm dick und an der Basis (1,9–)2,4–7,5(–7,9) µm dick.
Pleurozystiden fehlen.
Die Caulozystiden ähneln den Cheilozystiden, sind aber mehrfach septiert.
Schnallen treten in allen Geflechten auf.

## Artabgrenzung
Der Heboloma-crustuliniforme-Komplex besteht aus einer Vielzahl sehr ähnlicher und schwer bestimmbarer Arten. Dies wurde zunächst über Kreuzungsversuche belegt, die über 20 biologische Arten in Europa ergaben, welche für die Autoren jedoch zunächst morphologisch ununterscheidbar erschienen und bislang unter dem Namen Hebeloma crustuliniforme liefen. Mittlerweile, dank einer sehr ausführlichen, modernen Monographie der Gattung der Fälblinge (Hebeloma), welche genetische, morphologische und ökologische Daten zusammenführt, ist es gelungen, alle vormals nur als kryptische, biologische Arten bekannten Taxa mit klassischen Methoden erkennbar zu machen. 15 davon bilden heute die Untersektion Hebeloma sect. Denudatae subsect. Crustuliniformia. Drei weitere Subsektionen der Sektion Denudatae enthaltgen viele weitere, tonblass gefärnte Fälblingsarten mit tränenden Lamellen und Rettichgeruch. Eine makroskopische Bestimmung über diese drei Merkmale, wie sie in älterer Literatur zu finden ist, ist daher unmöglich geworden. Für die genaue Artbestimmung müssen insbesondere die genauen Ausprägungen der Cheilozystiden (Länge-Breite-Verhältnisse an drei Bereichen, oben, in der Mitte und basal), die genaue Ausprägung der Sporenornamentation, der Dextrinoidie, der Ablösbarkeit des Perispors und Form und Maße sowie die ökologische Einnischung der Art geprüft werden. Eine gesicherte, korrekte Artbestimmung kann daher nur von Spezialisten der Gattung erfolgen.
Viele weitere, meist giftige oder giftverdächtige Fälblinge haben ähnliche Hutfarben und Rettichgeruch. Der Große Rettich-Fälbling (Hebeloma sinapizans) ist kräftiger, größer, hat einen geschuppten statt eines beflockten Stiels und seine Lamellen tränen nicht.

## Ökologie
Der Tonblasse Fälbling bildet Ektomykorrhizen mit einer Vielzahl an Symbioten aus, so z. B. mit Vertretern der Gattungen Birken (Betula), Hainbuchen (Carpinus), Zedern (Cedrus), Haseln (Corylus), Fichten (Picea), Kiefern (Pinus), Pappeln (Populus), Eichen (Quercus) oder Linden (Tilia). Es handelt sich um einen Ubiquisten, der jedoch in arktischen und alpinen Bereichen fehlt.

## Verbreitung
Er ist in Mittel- und Südeuropa, auf den Kanarischen Inseln und in Zypern verbreitet. Die Nordgrenze seines Areals ist in Dänemark erreicht, aus Skandinavien sind keine gesicherten Kollektionen bekannt. Nordamerikanische Aufsammlungen müssen noch genauer geprüft werden, ob es sich hier um Hebeloma crustuliniforme s. str. handelt.

## Systematik und Taxonomie
Er wird der Gattung der Fälblinge (Hebeloma) zugerechnet. Innerhalb der Gattung ist der Tonblasse Fälbling die Typusart der Sektion Denudatae und auch der Subsektion Crustuliniformia. Die Sektion Denudatae besteht insgesamt aus vier Subsektionen.
Die systematische Zuordnung der Gattung der Fälblinge war lange Zeit unklar. Nach einer Einordnung in die Schleierlingsverwandten (Cortinariaceae), später in den Träuschlingsverwandten, erscheint mittlerweile die Position in den Hymenogastraceae als gesichert.
Die offizielle Erstbeschreibung geht auf Jean Baptiste François Bulliard zurück, der die Art in einem 1787 erschienenen Werk beschrieben hat.
Das Art-Epitheton des semmelfarbenen Pilzes vergleicht ihn mit kleinem, knusprigem Süßgebäck, mit Plätzchen (lateinisch crustulum).

## Bedeutung
Er ist giftig. Unbekannte Toxine bewirken schwerere Magen-Darm-Störungen mit Erbrechen, kolikartigen Bauchschmerzen und Durchfall Stunden nach Einnahme.